# Sphaerodactylus zygaena
Sphaerodactylus zygaena — вид геконоподібних ящірок родини Sphaerodactylidae. Ендемік Гаїті

## Поширення і екологія
Sphaerodactylus zygaena мешкають в прибережних районах на крайньому заході півострова Тібурон на південному заході острова Гаїті. Вони живуть в сухих і вологих тропічних лісах та в бананових гаях, на висоті до 81 м над рівнем моря.Відкладають яйця.

## Збереження
МСОП класифікує цей вид як такий, що перебуває під загрозою зникнення. Sphaerodactylus zygaena загрожує знищення природного середовища. 